# The KMG's
The KMG's (Krazy Mess Groovers) es un grupo belga que ganó la oportunidad de representar a Bélgica con la canción "LovePower" en el Festival de Eurovisión 2007 en Helsinki, Finlandia. 
Solamente se permiten 6 artistas en escena en el Festival de Eurovisión, con lo que una parte del grupo no actuó en el concurso. Los que participaron fueron Sexyfire, Mr Scotch, Mr French Kiss, Big Boss, Mr Cream and Lady Soulflower.

## Miembros
- Sexyfire
- Mr Scotch
- Mr French Kiss
- Big Boss
- The Answer
- Mr DeeBeeDeeBop
- Captain Thunder
- Mr Cream
- Mr Y
- Lady Soulflower